# Fédération universitaire d'Argentine
Pour les articles homonymes, voir FUA.

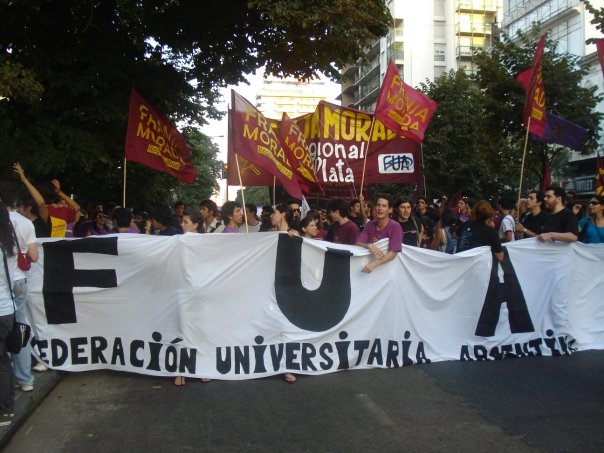
Manifestation de la FUA, 2009

La Fédération universitaire d'Argentine (FUA, Federación Universitaria Argentina) est un syndicat étudiant argentin fondé le 11 avril 1918, au moment des luttes à Córdoba pour la Réforme universitaire, qui réclamaient la démocratisation de l'enseignement, l'autonomie de l'Université et la participation des étudiants à la gestion de cette dernière, système en vigueur depuis la transition démocratique amorcée en 1983. Elle fut présidée à ses débuts par Osvaldo Loudet.
Aujourd'hui, elle représente environ un million et demi d'étudiants dans tout le pays, la FUBA, section de l'université de Buenos Aires (UBA), fondée dès 1908, étant la plus importante du pays, avec plus de 300 000 étudiants en 2005. D'autres fédérations importantes sont celles de La Plata (FULP), Rosario (FUR), Córdoba (FUC), Tucumán (FUT) et du Litoral (FUL). 

## Histoire

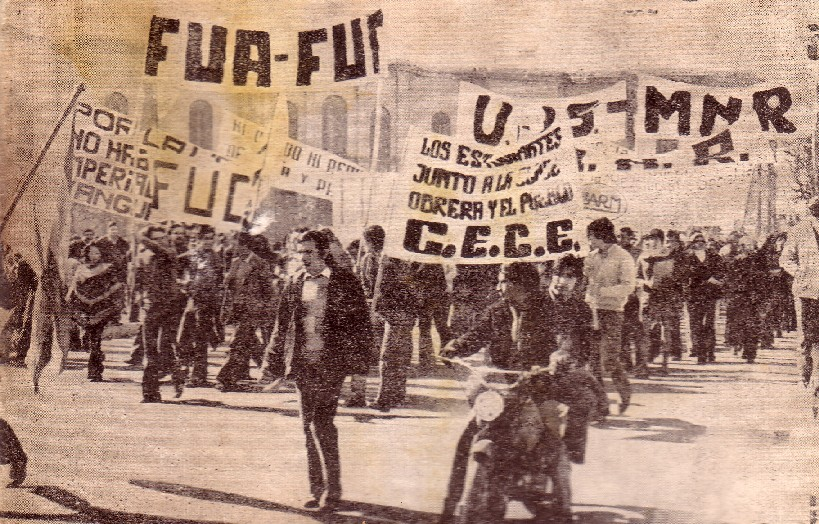
Manifestation de la FUA, 1974

La première organisation estudiantine, dénomme La Línea Recta, fut fondée en 1894 à la faculté d'ingénierie de la UBA. La fac de médecine et de droit constituèrent leurs propres sections respectivement en 1904 et 1905. 
Dès les années 1920, la FUA appuya un projet de solidarité latino-américaine et internationaliste, avec la signature, en 1920, d'un accord d'échange et d'action conjointe avec la Fédération étudiante du Pérou, signé au nom de la FUA par Gabriel del Mazo (es) et de la FEP par Víctor Raúl Haya de la Torre, qui deviendra plus tard l'un des principaux leaders du pays.
La FUA participa en 1921 à l'organisation du Premier Congrès international d'étudiants à Mexico, d'où surgit la Fédération internationale d'étudiants. Quatre ans plus tard, elle participe au Premier Congrès des Étudiants ibéro-américains, de nouveau à Mexico. On déclare alors « maîtres de la jeunesse » des figures telles que  Alfredo Palacios, Miguel de Unamuno, José Ingenieros, José Martí et José Vasconcelos Calderón.  
Elle est encore présente, en 1937, au Premier Congrès des Étudiants Latino-Américains, à Santiago du Chili. Sous le régime du général Juan Perón (1946-1955), la FUA était majoritairement anti-péroniste, s'opposant aux tentatives du régime d'inculquer la doctrine péroniste dans les universités sous le prétexte d'« éducation politique ». En 1950, le président Perón créa ainsi la CGU (Confederación General Universitaria) afin d'obtenir du soutien au sein des facultés, à l'instar de ce qu'il avait fait pour le mouvement ouvrier. Ceci fut cependant un échec, la CGU demeurant largement minoritaire. Néanmoins, la FUA elle-même restait largement inactive de 1947 à 1954, à l'exception de quelques mobilisations, telle celle concernant l'enlèvement par la police de l'étudiant communiste Ernesto Mario Bravo (es) en 1951: la FUA appela alors à une grève de dix jours, au bout de laquelle on retrouva la trace de Mario Bravo dans un commissariat, et celui-ci fut libéré, non sans avoir été torturé au préalable. 
Aussi, la FUA apporta son soutien au coup d'État catholique-nationaliste de 1955, dit de la Revolución Libertadora, qui aboutit, sous le régime du général Aramburu, à la proscription du péronisme et à la dissolution du Parti justicialiste. C'est sous Aramburu, en 1957, que la FUA organisa le Deuxième Congrès des Étudiants Latino-Américains, à La Plata. 
Avec la Revolución Argentina de 1966, nouveau coup d'État militaire conduisant à la dissolution de tous les partis politiques et à la suspension sine die des élections, le rôle des organisations étudiantes dans la politisation du pays devient central, aux côtés des organisations syndicales (CGT, CGTA, etc.). La FUA est toutefois dissoute, devant agir dans la clandestinité.

## Tendances
La FUA a été traversée au cours de son histoire des tendances les plus variées: radicalisme, socialisme, péronisme, communisme, maoïsme, trotskysme, nationalisme - cette dernière, appuyant les militaires et fortement anti-péroniste et anti-communiste, étant particulièrement influente dans les années 1950 et au début des années 1960 (par exemple avec le Mouvement nationaliste Tacuara, fascisant).
À partir de la seconde moitié des années 1960, alors que s'organisaient la Jeunesse péroniste et que des embryons de guérilla se formaient, la FUA fut conduite par des organisations de gauche, telles que le Frente de Agrupaciones Universitarias de Izquierda (FAUDI) et, dans une moindre mesure, la Tendencia Universitaria Popular Antiimperialista y Combativa (TUPAC), toutes deux liées aux partis maoïstes (le Parti communiste révolutionnaire pour la FAUDI et la Vanguardia Comunista pour la seconde).
D'autres groupes importants furent la Juventud Universitaria Peronista (JUP, section universitaire de la Jeunesse péroniste) et le Movimiento Nacional Reformista (MNR), section universitaire du Parti socialiste, qui réussit à obtenir la présidence de la FUA dans les années 1970, se plaçant sinon seconde, avec le poste de secrétaire général. D'autres groupes de gauche (maoïstes, trotskystes ou indépendants) ont réussi à obtenir la direction de fédérations régionales, à La Plata, Buenos Aires, Rosario ou Comahue. 
Des heurts violents eurent ainsi lieu entre la gauche du mouvement universitaire, majoritaire à la FUA, et des organisations d'extrême-droite, telles que la Concentración Nacional Universitaria, qui interrompit en 1971 une Assemblée générale à Mar del Plata et, tirant sur la foule, assassina l'étudiante Silvia Filler. 
Depuis les années 1970, la présidence fut presque toujours remportée par Franja Morada, liée à l'Union civique radicale, qui depuis la transition démocratique de 1983 n'a jamais perdu ce poste. Le président actuel, Pablo Domenichini, est lié à cette tendance de centre-gauche. En revanche, le secrétariat général a été remporté en 2004 par un Front de gauche dirigé par le Corriente Estudiantil Popular y Antiimperialista (Courant étudiant populaire et anti-impérialiste).

## Présidents de la FUA
- 1918: Osvaldo Loudet
- 1919: Julio V. González (*)
- 1920: Gabriel del Mazo (UCR)
- 1923: Pablo Vrillaud
- 1931: Juan M. Villarreal
- 1932: Eduardo Howard
- 1934: Baltazar Jaramillo
- 1935/1936?: Sergio Bagú
- 193?: Fernando Nadra (PC)
- 1939/1940: Francisco Capelli (FORJA)
- 1943: Néstor Grancelli Cha
- 1945: Germán López (UCR)
- 1956: Norberto Rajneri
- 1957: Guillermo Garmendia
- 1958: Francisco Delich
- 1959: Guillermo Estévez Boero (MNR)
- 1960: Carlos Cevallos
- 1963: Ariel Seoane
- 1965: Raúl Salvarredy (*) (FAUDI-PCR)
- 1968: Jacobo Tiefenberg (FAUDI-PCR)
- 1970: Domingo Teruggi (AUN-FIP)
- 1971: Ernesto Jaimovich (MNR-PSP)
- 1972: Marcelo Stubrin (FM-UCR)
- 1973: Miguel Godoy (MNR-PSP)
- 1974/77: Federico Storani (FM-UCR)
- 1978/80: Marcelo Marcó (FM-UCR)
- 1980/83: Roberto Vázquez (FM-UCR)
- 1984/86: Marcelo García (FM-UCR)
- 1987: Claudio Díaz (FM-UCR)
- 1989: Hugo Marcucci (FM-UCR)
- 1992: Ariel Rodríguez (FM-UCR)
- 1994: Daniel Nieto (FM-UCR)
- 1996: Rafael Veljanovich (FM-UCR)
- 1998: Pablo Javkin (FM-UCR)
- 2000: Manuel Terrádez (FM-UCR)
- 2002: Emiliano Yacobitti (FM-UCR)
- 2004: Maximiliano Abad (FM-UCR)
- 2006: Mariano Marquinez (FM-UCR)
- 2008: Pablo Domenechini (FM-UCR)
- 2010: Hernán "Fama" Miranda (FM-UCR)
- 2012: Emilio "Buho" Cornaglia (FM-UCR)
- 2014: Arturo Pozzali (FM-UCR)
- 2016: Josefina Mendoza (FM-UCR)
- 2018: Bernardo Weber (FM-UCR)
- 2022: Piera Fernández de Piccoli (FM-UCR)
- 2025: Joaquín "Puma" Carvalho (FM-UCR)

## Quelques dirigeants importants de la FUA

### 1918-1940

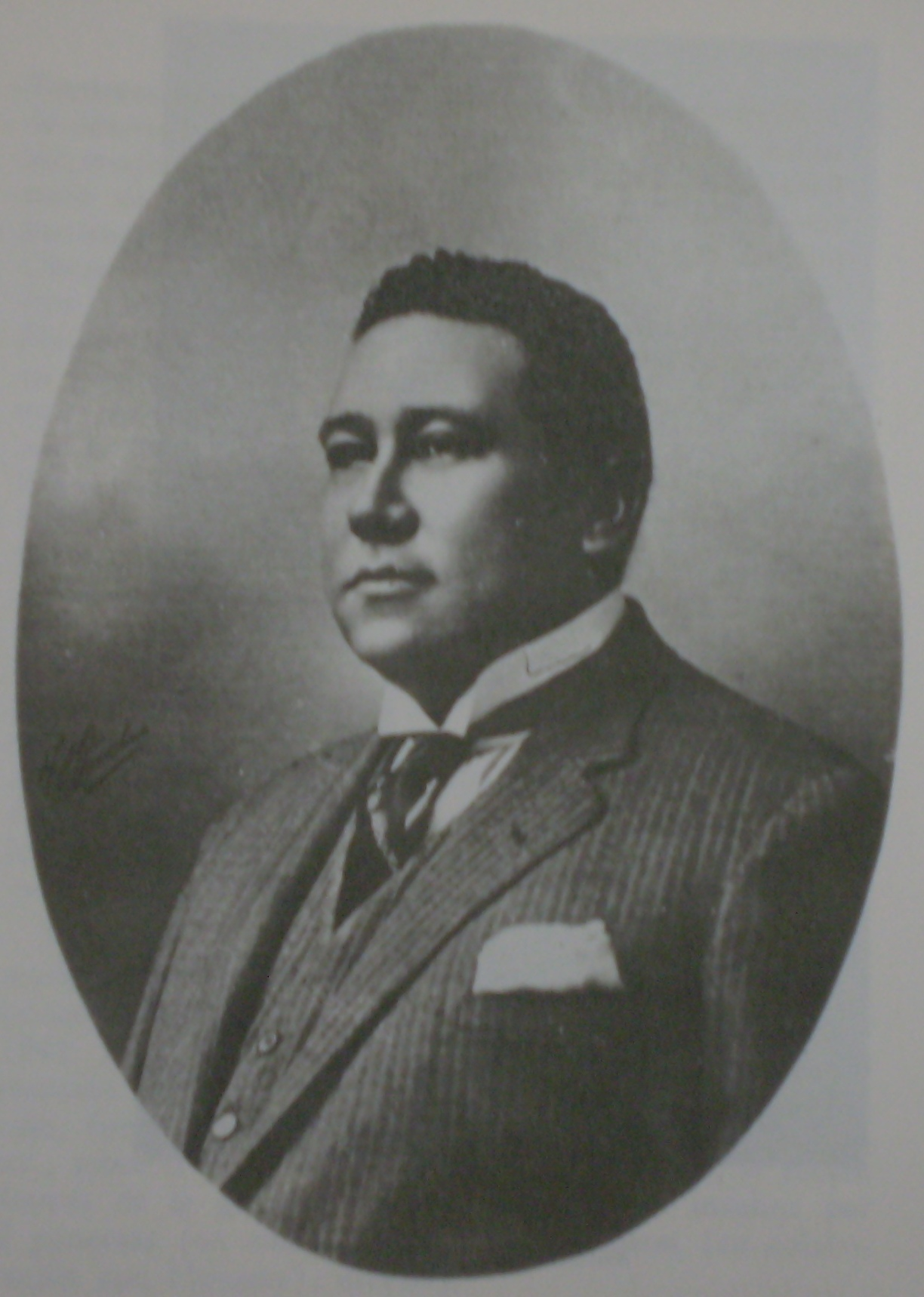
Gumersindo Sayago

Deodoro Roca, Enrique Barros, Emilio Biagosh, Gabriel del Mazo, Héctor Ripa Alberti, Guillermo Watson, Julio V. González, Gumersindo Sayago, Horacio Valdés, Ismael Bordabehere, Conrado Nalé Roxlo, Alfredo Brandán Caraffa, Florentino Sanguinetti, Guillermo Korn Villafañe, Carlos Cossio, Miguel Ángel Zavala Ortiz, Miguel Berçaitz, Aníbal Ponce, Ricardo Balbín, Bartolomé Fiorini, Homero Manzi, Arturo Jauretche, Sebastián Soler, Alejandro Korn, José Peco, Ernesto Sábato, Héctor Agosti, Ernesto Giudici, Carlos Sánchez Viamonte, Gregorio Bermann, Luis Dellepiane, Raúl Orgaz, Arturo Capdevila, Arturo Orgaz, Bernardo Kleiner, Alfredo Abregú, Emilio Nadra, Cora Ratto de Sadosky...

### 1940-1960
Carlos Canitrot, Emilio Gibaja, León Patlis, Noé Jitrik, Gustavo Cirigliano, Francisco Oddone, Marcos Merchensky, Andrés López Accotto, Ana María Eichelbaum, Gregorio Klimovsky, Ismael Viñas, Julio Godio, Germán López, Guillermo Estévez Boero...

### 1960-1980
Carlos Cevallos, Ariel Seoane, Domingo Teruggi, Jorge Enea Spilimbergo, Hugo Varsky, Marcelo Stubrin, Marcelo Marcó, Federico Storani, Roberto Vázquez, Ernesto Jaimóvich, Changui Cáceres, Rubén Giustiniani, Miguel Talento, José Pablo Ventura, Rafael Pascual, Vilma Ibarra, Ricardo López Murphy, Rogelio Simonato, Francisco Delich, María del Cármen Viñas, Gustavo Galland, Facundo Suárez Lastra, Sergio Karakachoff, Leopoldo Moreau, Jorge Rocha...

### De 1980 à nos jours
Roy Cortina, Alicia Castigliego, Ariel Martínez, José Corral, Juan Artusi, Verónica García, Martín Baintrub, Daniel Pavicich, Daniel Bravo, "Ciego" García, Daniel Nieto, Santiago Slominsky, Rafael Veljanovich, Damian Fio, Carlos Grela, Ariel Rodriguez, Rogelio Rey Leyes, Pablo Javkin, José Luis Parisí, Manuel Terradez, Maximiliano Abad, Marcos Duarte, Mariano Marquinez, Gustavo Cobos, Pablo Domenechini...

## Source originale
- (es) Cet article est partiellement ou en totalité issu de l’article de Wikipédia en espagnol intitulé « Federación Universitaria Argentina » (voir la liste des auteurs).